# Pseudoeurycea melanomolga
Pseudoeurycea melanomolga là một loài kỳ giông trong họ Plethodontidae.
Nó là loài đặc hữu của México.
Các môi trường sống tự nhiên của chúng là các khu rừng vùng núi ẩm nhiệt đới hoặc cận nhiệt đới và đồng cỏ ở cao nhiệt đới hoặc cận nhiệt đới.
Nó bị đe dọa do mất môi trường sống.